# ニューロスポレン
ニューロスポレン（Neurosporene）は、カロテノイド色素である。リコペンや幅広い細菌カロテノイドの生合成の中間体である。